# Зарічне (Єсільський район)
Зарі́чне (каз. Заречное) — село у складі Єсільського району Акмолинської області Казахстану. Адміністративний центр Заріченського сільського округу.
Населення — 653 особи (2021; 1080 у 2009, 1495 у 1999, 1458 у 1989).
Національний склад станом на 1989 рік:
- росіяни — 35 %.

Станом на 1989 рік село називалось селище Зарічний.